# Georg Eichholz

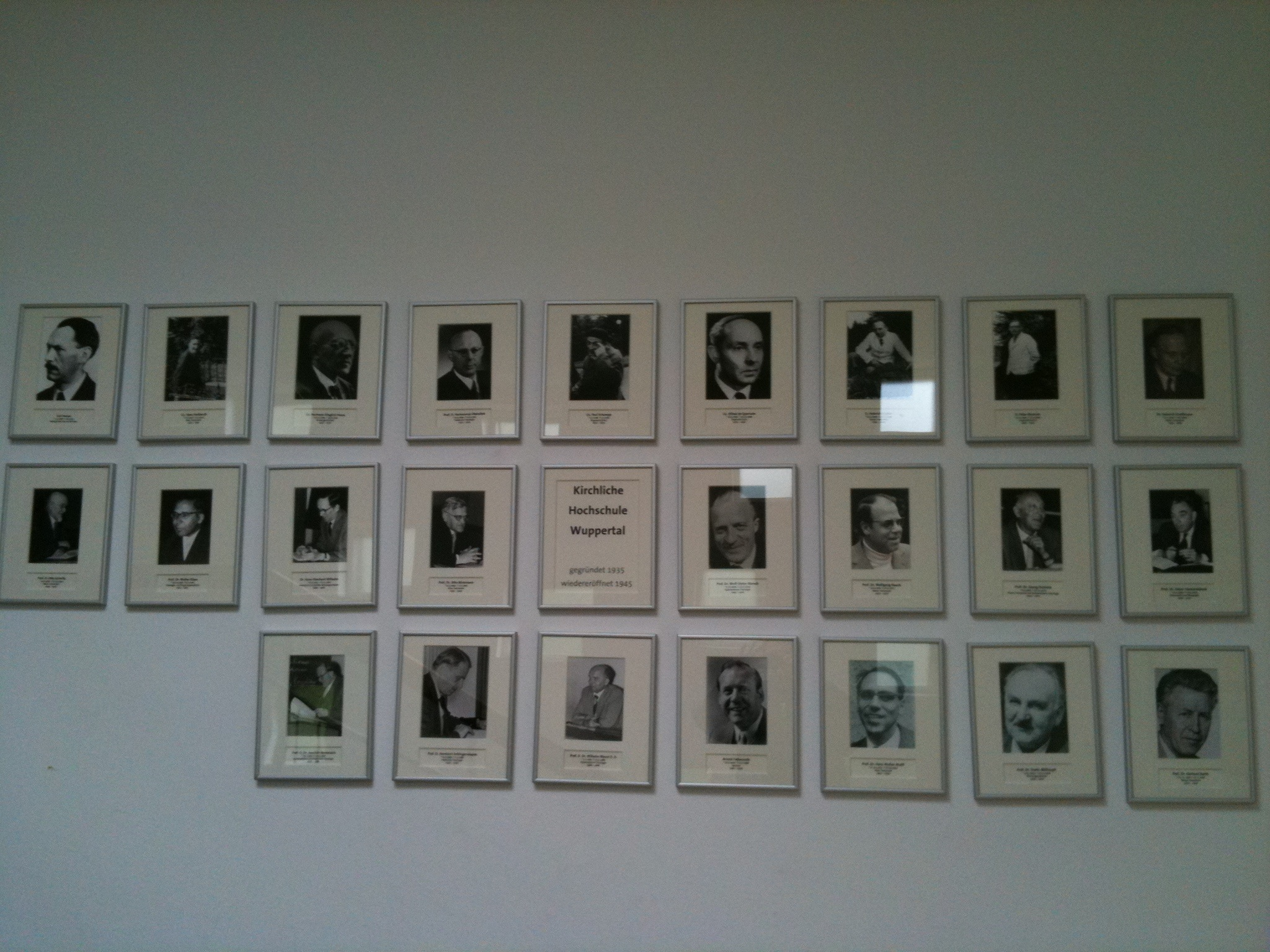
Eichholz zweiter von rechts in der mittleren Reihe in der Galerie der verstorbenen ehemaligen Lehrpersonen der Kirchlichen Hochschule (vor dem Audimax)

Georg Eichholz (* 6. April 1909 in Kupferdreh; † 22. Dezember 1973) war ein evangelischer Theologe und Exeget für Neues Testament.

## Leben
Von 1945 bis 1971 wirkte Eichholz als Ordinarius mit Lehraufträgen sowohl für die Wissenschaft des Neuen Testamentes als auch der Systematischen Theologie an der Kirchlichen Hochschule Wuppertal.

## Werk
Bekanntheit erlangte Eichholz als Paulusforscher, Ausleger der Gleichnisse Jesu und als Herausgeber der Predigtmeditationen Herr, tue meine Lippen auf.

## Schriften (Auswahl)
- Herr, tue meine Lippen auf. Eine Predigthilfe, Wuppertal-Barmen 1941–1964
- Auslegung der Bergpredigt, 6. Auflage Neukirchen-Vluyn 1984
- Gleichnisse der Evangelien: Form, Überlieferung, Auslegung, 4. Auflage Neukirchen-Vluyn 1984
- Die Theologie des Paulus im Umriss, 7. Auflage Neukirchen-Vluyn 1991